# 56-та паралель північної широти
56-та паралель північної широти — лінія широти, що лежить на 56 градусів північніше земної екваторіальної площини. Вона проходить через Європу, Азію, Тихий океан, Північну Америку та Атлантичний океан.
На цій широті під час літнього сонцестояння сонце видно 17 годин 37 хвилин, а під час зимового сонцестояння — 6 годин 57 хвилин.

## Список географічних об'єктів, що перетинає 56° пн. ш.
Починаючи з Гринвіцького меридіану та рухаючись на схід, 56-та паралель північної широти проходить через:
| Координати                                                   | Країна, територія або море | Примітки |
| ------------------------------------------------------------ | -------------------------- | --- |
| 56°0′ пн. ш. 0°0′ сх. д. / 56.000° пн. ш. 0.000° сх. д.      | Північне море              | |
| 56°0′ пн. ш. 8°7′ сх. д. / 56.000° пн. ш. 8.117° сх. д.      | Данія                      | Проходить через півострів Ютландія |
| 56°0′ пн. ш. 10°17′ сх. д. / 56.000° пн. ш. 10.283° сх. д.   | Протока Каттегат           | |
| 56°0′ пн. ш. 10°33′ сх. д. / 56.000° пн. ш. 10.550° сх. д.   | Данія                      | Проходить через північний край острова Самсе — приблизно на 400 м |
| 56°0′ пн. ш. 10°33′ сх. д. / 56.000° пн. ш. 10.550° сх. д.   | Протока Каттегат           | |
| 56°0′ пн. ш. 11°55′ сх. д. / 56.000° пн. ш. 11.917° сх. д.   | Данія                      | Проходить через острів Зеландія — південніше Гельсінгера |
| 56°0′ пн. ш. 12°35′ сх. д. / 56.000° пн. ш. 12.583° сх. д.   | Протока Ересунн            | |
| 56°0′ пн. ш. 12°43′ сх. д. / 56.000° пн. ш. 12.717° сх. д.   | Швеція                     | Сконе — проходить південніше Гельсінгборга |
| 56°0′ пн. ш. 14°27′ сх. д. / 56.000° пн. ш. 14.450° сх. д.   | Бухта Ганебуктен           | |
| 56°0′ пн. ш. 14°37′ сх. д. / 56.000° пн. ш. 14.617° сх. д.   | Швеція                     | Блекінге |
| 56°0′ пн. ш. 14°44′ сх. д. / 56.000° пн. ш. 14.733° сх. д.   | Балтійське море            | |
| 56°0′ пн. ш. 21°4′ сх. д. / 56.000° пн. ш. 21.067° сх. д.    | Литва                      | |
| 56°0′ пн. ш. 25°52′ сх. д. / 56.000° пн. ш. 25.867° сх. д.   | Латвія                     | Проходить північніше Даугавпілса |
| 56°0′ пн. ш. 27°49′ сх. д. / 56.000° пн. ш. 27.817° сх. д.   | Білорусь                   | Вітебська область |
| 56°0′ пн. ш. 28°43′ сх. д. / 56.000° пн. ш. 28.717° сх. д.   | Росія                      | Приблизно на 13 км |
| 56°0′ пн. ш. 28°55′ сх. д. / 56.000° пн. ш. 28.917° сх. д.   | Білорусь                   | Приблизно на 17 км |
| 56°0′ пн. ш. 29°12′ сх. д. / 56.000° пн. ш. 29.200° сх. д.   | Росія                      | Проходить північніше Москви |
| 56°0′ пн. ш. 137°25′ сх. д. / 56.000° пн. ш. 137.417° сх. д. | Охотське море              | |
| 56°0′ пн. ш. 155°40′ сх. д. / 56.000° пн. ш. 155.667° сх. д. | Росія                      | Проходить через Камчатський півострів |
| 56°0′ пн. ш. 162°5′ сх. д. / 56.000° пн. ш. 162.083° сх. д.  | Берингове море             | |
| 56°0′ пн. ш. 160°34′ зх. д. / 56.000° пн. ш. 160.567° зх. д. | США                        | Аляска — проходить через півострів Аляска |
| 56°0′ пн. ш. 158°25′ зх. д. / 56.000° пн. ш. 158.417° зх. д. | Тихий океан                | Аляскинська затока Проходить південніше островів Семіді[en], Аляска, США Проходить північніше острова Чірікова[en], Аляска, США Проходить південніше острова Кую, Аляска, США |
| 56°0′ пн. ш. 133°35′ зх. д. / 56.000° пн. ш. 133.583° зх. д. | США                        | Аляска — проходить через острови Косцюшко[en], Принца Уельського і Етолін Південно-Східна Аляска                                                                              |
| 56°0′ пн. ш. 130°1′ зх. д. / 56.000° пн. ш. 130.017° зх. д.  | Канада                     | Британська Колумбія — проходить південніше Гадсонс-Гоупа Альберта Саскачеван Манітоба Онтаріо — проходить північніше Форт-Северна[en]                                         |
| 56°0′ пн. ш. 87°26′ зх. д. / 56.000° пн. ш. 87.433° зх. д.   | Гудзонова затока           | |
| 56°0′ пн. ш. 79°53′ зх. д. / 56.000° пн. ш. 79.883° зх. д.   | Канада                     | Нунавут — проходить через острови Флаерті[en] та Іннеталлінг[en] |
| 56°0′ пн. ш. 78°59′ зх. д. / 56.000° пн. ш. 78.983° зх. д.   | Гудзонова затока           | |
| 56°0′ пн. ш. 76°46′ зх. д. / 56.000° пн. ш. 76.767° зх. д.   | Канада                     | Квебек Ньюфаундленд і Лабрадор |
| 56°0′ пн. ш. 60°49′ зх. д. / 56.000° пн. ш. 60.817° зх. д.   | Атлантичний океан          | |
| 56°0′ пн. ш. 6°0′ зх. д. / 56.000° пн. ш. 6.000° зх. д.      | Велика Британія            | Шотландія — проходить через острів Джура |
| 56°0′ пн. ш. 5°48′ зх. д. / 56.000° пн. ш. 5.800° зх. д.     | Протока Джура[en]          | |
| 56°0′ пн. ш. 5°41′ зх. д. / 56.000° пн. ш. 5.683° зх. д.     | Велика Британія            | Шотландія — проходить через Геленсбург та Фолкерк |
| 56°0′ пн. ш. 3°21′ зх. д. / 56.000° пн. ш. 3.350° зх. д.     | Затока Ферт-оф-Форт        | Проходить через Форт-Брідж та північніше Единбурга |
| 56°0′ пн. ш. 2°53′ зх. д. / 56.000° пн. ш. 2.883° зх. д.     | Велика Британія            | Шотландія — проходить через Данбар |
| 56°0′ пн. ш. 2°30′ зх. д. / 56.000° пн. ш. 2.500° зх. д.     | Північне море              | |